# Oliarus laelaps
Oliarus laelaps är en insektsart som beskrevs av Ronald Gordon Fennah 1957. Oliarus laelaps ingår i släktet Oliarus och familjen kilstritar. Inga underarter finns listade i Catalogue of Life.